# Door to Door
Door To Door es el sexto álbum de estudio de la banda estadounidense de New Wave, The Cars. Es el último con la formación clásica original, y fue el definitivo hasta la publicación del álbum Move Like This (2011). 
Fue lanzado al mercado el 25 de agosto de 1987, bajo la casa discográfica Elektra Records. 
Si bien fue relativamente un éxito comercial (N.º 26 en Billboard 200), el álbum fue duramente criticado. En este disco aparece su último hit en listas, You Are the Girl.
Curiosamente, mientras el álbum original lleva el crédito "producido por Ric Ocasek", las canciones de este trabajo que aparecen en diversas recopilaciones de The Cars llevan el crédito "producido por Ric Ocasek y Greg Hawkes".

## Lista de canciones
Todas las canciones fueron escritas por Ric Ocasek, menos las indicadas.
1. "Leave or Stay" – 2:55
2. "You Are the Girl" – 3:52
3. "Double Trouble" – 4:14
4. "Fine Line" – 5:22
5. "Everything You Say" – 4:52
6. "Ta Ta Wayo Wayo" – 2:52
7. "Strap Me In" – 4:22
8. "Coming Up You" – 4:18
9. "Wound Up on You" – 5:02
10. "Go Away" (Greg Hawkes, Ocasek) – 4:38
11. "Door to Door" – 3:17

## Personal
- Ric Ocasek - Guitarra rítmica, voz principal en las canciones 1, 2, 4, 6, 7, 9, 11
- Benjamin Orr – Bajo eléctrico, voz principal en las canciones 3, 5, 8, 10
- David Robinson - Batería
- Greg Hawkes - Teclados, coros
- Elliot Easton - Guitarra eléctrica, coros

- Datos: Q1093432